# マチート
マチート（Machito、本名:Francisco Raúl Gutiérrez Grillo、1912年2月16日 - 1984年4月15日）は、キューバ、ハバナ出身のラテンジャズ・ミュージシャンでマラカス奏者、歌手。
アフロ・キューバン・ジャズの源流を作り上げた人物として知られる。マチートとは「小さい子供」の意味で末っ子を示す。実際は妹のグラシェーラがいて、彼女は彼の楽団の歌手を務めていた。

## 略歴
1941年に、マチートがマンボのバンドを始めた時、義理の兄弟であり、ビバップのトランペット奏者で編曲家のマリオ・バウサがマンボをジャズに取り入れ、自らのバンドをアフロ・キューバンズと名付けた。これがジャズのインプロヴィゼーションをアフロ・キューバンのリズムに取り入れた最初の試みであった。
1983年にグラミー賞・ベスト・ラテン・レコーディングスを「Machito & His Salsa Big Band '82」名義で受賞。
1984年にイギリス、ロンドンのツアー中、ロニー・スコットのクラブにて致命的な卒中により死去した。
1987年に彼のドキュメント映画『Machito: A Latin Jazz Legacy』が発表された。

## 主なディスコグラフィ

### リーダー・アルバム
- 『ケニア : アフロ・キューバン・ジャズ』 - Kenya (1957年、Roulette)
- Vacation at the Concord (1958年、Verve)
- 『マチート・ウィズ・フルート・トゥ・ブート』 - Machito with Flute to Boot (1959年、Roulette)
- Machito at the Crescendo (1961年、GNP Crescendo)
- 『ムーチョ・マーチョ』 - Mucho Macho Machito (1978年、Pablo) ※1948年–1949年録音
- Machito!!! (1983年、Timeless)

### 参加アルバム
- ミゲリート・バルデース : Afro-Cuban Music (1947年、Decca) ※1942年録音
- ミゲリート・バルデース : Bim Bam Boom – An Album of Cuban Rhythms (1949年、Decca)
- チャーリー・パーカー : 『サウス・オブ・ザ・ボーダー』 - South of the Border (1952年、Mercury)
- ディジー・ガレスピー : 『アフロ・キューバン・ジャズ・ムーズ』 - Afro-Cuban Jazz Moods (1975年、Pablo)